# Cairo (Geòrgia)
Cairo és una població dels Estats Units a l'estat de Geòrgia. Segons el cens del 2000 tenia 9.239 habitants.

## Demografia
Segons el cens del 2000, Cairo tenia 9.239 habitants, 3.465 habitatges, i 2.456 famílies. La densitat de població era de 383,2 habitants per km².
Dels 3.465 habitatges en un 34% hi vivien nens de menys de 18 anys, en un 41,4% hi vivien parelles casades, en un 24,7% dones solteres, i en un 29,1% no eren unitats familiars. En el 25,4% dels habitatges hi vivien persones soles el 13,5% de les quals corresponia a persones de 65 anys o més que vivien soles. El nombre mitjà de persones vivint en cada habitatge era de 2,64 i el nombre mitjà de persones que vivien en cada família era de 3,14.
Per edats la població es repartia de la següent manera: un 29,1% tenia menys de 18 anys, un 9,4% entre 18 i 24, un 27,4% entre 25 i 44, un 20,7% de 45 a 60 i un 13,5% 65 anys o més.
L'edat mediana era de 34 anys. Per cada 100 dones de 18 o més anys hi havia 77,6 homes.
La renda mediana per habitatge era de 23.054 $ i la renda mediana per família de 30.352 $. Els homes tenien una renda mediana de 29.063 $ mentre que les dones 20.542 $. La renda per capita de la població era de 13.759 $. Entorn del 24,4% de les famílies i el 30% de la població estaven per davall del llindar de pobresa.

## Poblacions més properes
El següent diagrama mostra les poblacions més properes.